# Российское завоевание Кокандского ханства
Российское завоевание Кокандского ханства — цепь конфликтов между Россией с одной стороны и Кокандским ханством с другой за влияние в Средней Азии.
Закончилась победой России, присоединением обширных территорий в Приаралье и по берегам Сырдарьи. Кокандское ханство было ослаблено и оказалось под протекторатом России.

## Предыстория
Первые контакты русского государства со среднеазиатскими государствами относятся к XVI веку: в 1589 году добивался дружбы с Москвой бухарский хан, желавший установления с ней торговых отношений. При помощи перекатных линий укреплений в погоне за спокойствием и миром на своих границах Россия продвигалась вглубь степи. Тем не менее, на протяжении целого столетия набеги и грабежи со стороны киргизов и туркменов не прекращались. В год уводилось в плен и продавалось на рынках Хивы, Бухары, Коканда до двух сотен русских жителей приграничных окраин, причём в рабство на ряду с гражданскими продавались даже военные, примером чего была история похищения в 1774 году и последующего спасения и возвращения на Родину в 1782 году сержанта Филиппа Ефремова.

## Первые стычки
В XIX веке Средняя Азия стала одной из арен геополитического соперничества Британской и Российской империй, вошедшего в историю под названием «Большая игра». Для защиты своих южных границ и создания плацдарма политического влияния на Ближнем Востоке и в Центральной Азии в Туркестан были направлены русские линейные (пограничные) батальоны.
В 1850 году два таких русских отряда вошли на территорию Кокандского ханства. Один отряд (50 пехотинцев и 175 сибирских казаков при 2-х орудиях) под командованием капитана Карла Гутковского 4 апреля начал движение из станицы Капальской на реку Или в направлении кокандской крепости Таучубек (в районе современного города Каскелен, Семиречье), которую достиг 19 апреля. Однако вследствие предательства проводников из числа степняков отряд был атакован превосходящими силами кокандцев под командованием Ак-Куллы и вынужден был отступить. Не выполнив поставленной задачи, русские в этой экспедиции потеряли одного убитого и девять раненых. Другой отряд майора Энгмана (одна рота, одна казачья сотня и одно орудие), выступив из Раимского укрепления (устье Сыр-Дарьи), рассеял скопища кокандцев, взяв с боем крепость Каш-Курган.
В 1851 году отряд полковника Ивана Карбашева (пять рот, пять сотен, шесть конных орудий и один ракетный станок) при поддержке союзных казахов вновь перешёл реку Или и приблизился к крепости Таучубек. Кокандский гарнизон, не вступая в бой, отступил в Бишкек. Обезлюдевшая крепость Таучубек была полностью разрушена. Взятие укрепления Тойчубек подорвало влияние Коканда в Семиречье, произвело большое впечатление на казахов и киргиз и способствовало подписанию с Китаем 25-го июля выгодного Кульджинского договора.

## Сражение за Ак-Мечеть
Россия продолжала ставшую привычной приграничную войну, отправляя отряд за отрядом в степь от Оренбурга и со стороны Сибири, преследуя шайки диких грабителей и продвигаясь за ними шаг за шагом вглубь Центральной Азии.
В 1852 году, по инициативе нового оренбургского губернатора Перовского, полковник Бларамберг с отрядом в 500 человек разрушил кокандские укреплённые заставы Кумыш-Курган, Чим-курган и Каш-Курган; атаковал Ак-Мечеть, но был отброшен.
В 1853 году Перовский лично с экспедиционным отрядом двинулся на Ак-Мечеть, где было 300 кокандцев при 3 орудиях. Всего в поход отправилось около 2350 солдат и офицеров и 500 казахов, служивших разведчиками и перевозивших на лошадях грузы. К Ак-Мечети отряд двигался четырьмя эшелонами: первый — под началом полковника М. Э. Марка (2 сотни казаков, 3 орудия, ракетная и гальваническая команды); второй — генерал-майора И. В. Подурова (рота пехоты, 1,5 сотни казаков); третий — подполковника Ионея (такого же состава как и 2-й); четвёртый — войскового старшины Филатова (2 сотни казаков, 2 орудия и обоз).
Пройдя с отрядом около 900 вёрст в 24 дня во время большой жары, отбив несколько нападений хивинцев, головные эшелоны прибыли к стенам Ак-Мечети, считавшейся неприступной, 3 июля 1853 года. Последние эшелоны подтянулись два дня спустя. Тогда же, 5-го июля, по Сыр-Дарье пришёл вооружённый пушками пароход «Перовский», под командованием капитан-лейтенанта А. И. Бутакова. Руководство осадными работами было возложено на специально отправленного Императором из Петербурга генерал-майора С. А. Хрулёва, а общее командование осуществлял сам В. Л. Перовский. Он послал коменданту предложение сдать крепость, но кокандцы встретили парламентёров выстрелами, а потому пришлось отказаться от переговоров и брать её с боем. Высокие стены и гарнизон Ак-Мечети представляли собою настолько внушительную силу, что ни калибр отрядной артиллерии, ни количество имевшихся снарядов не позволяли пробить бреши в стене 8-метровой толщины, и решено было сначала взорвать часть стен. Произведены были осадные работы, а затем, после взрыва 27 июля, сделавшего большие разрушения, в 3 часа утра был начат штурм и к 4.30 утра, крепость была взята. Во время штурма комендант Ак-Мечети Мухамед-Валибек был убит, а кокандцы, после отчаянной защиты обвала и затем стен и башен, вынуждены были сдаться. Ак-Мечеть была переименована в Форт-Перовский. В том же 1853 году кокандцы дважды пытались отбить Ак-Мечеть, но 24 августа войсковой старшина Бородин, с отрядом из 275 человек и с 3 орудиями, рассеял при Кум-суате 7000 кокандцев. 14 декабря майор Шкуп, с отрядом из 550 человек при 4 орудиях, вышел навстречу армии из 13 000 кокандцев под командованием мингбаши Касым-бека и, пользуясь внезапностью, напал на лагерь. Вскоре кокандцы восстановили боевой порядок и начали окружать русский отряд. Тогда для его деблокирования из Форт-Перовского выдвинулись ещё два отряда под начальством штабс-капитана Погурского и прапорщика Алексеева. Кокандцы в беспорядке отступили, потеряв в этом бою до 2000 убитыми. Потери русских составили 18 убитыми и 44 ранеными. Трофеями были четыре бунчука, семь знамён, 17 орудий и 130 пудов пороха. В 1854 году в Семиречье был учреждён русский форпост Верный.

## Затишье
Дальнейшее наступление России в Средней Азии было приторможено начавшейся Крымской войной. Конфликт выходил за рамки регионального. Перовский докладывал в Петербург о турецких эмиссарах, распространявших слухи о знамениях, связанных с мечом Али. Турок в тот момент поддерживала Великобритания, которая вела в Средней Азии Большую игру. Одновременно внутренние смуты сковали и силы Кокандского ханства.

## Возобновление войны

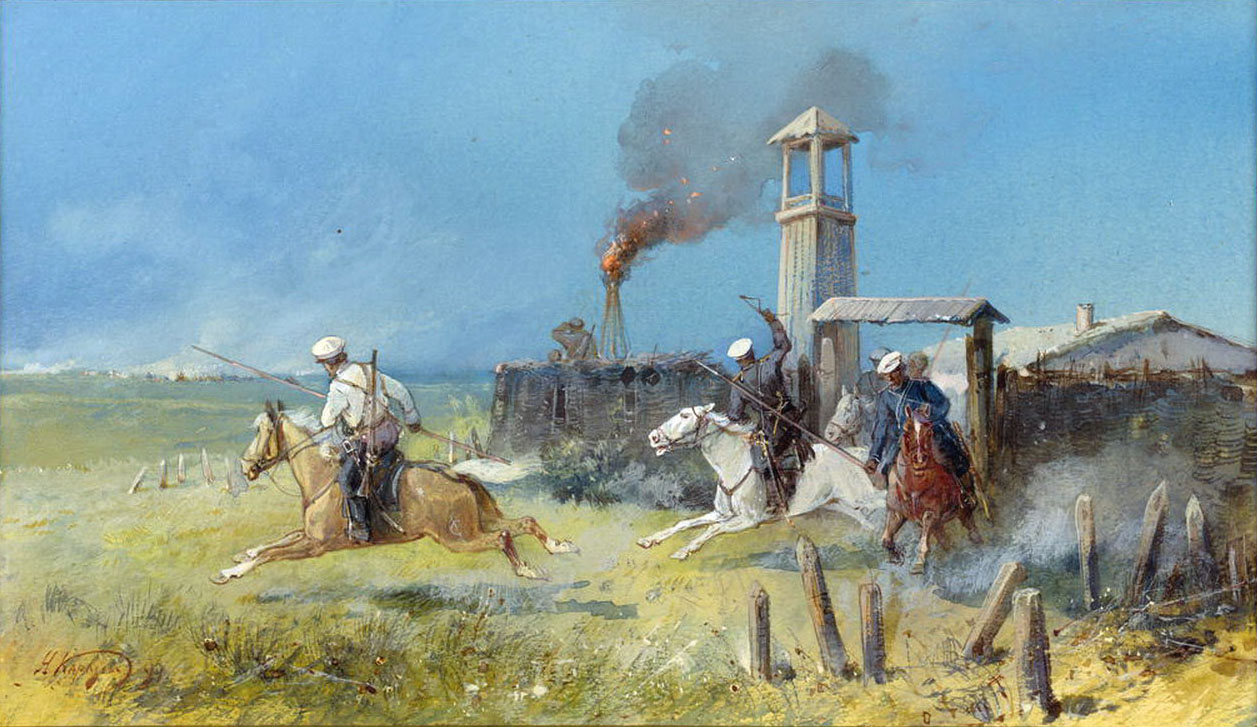
Н. Н. Каразин. Тревога в крепостном редуте (Нападение кокандцев на казачий выселок Узун-Агач)

В 1854 году на Сибирской линии у подножия горного хребта Заилийский Алатау было основано укрепление Верный. В 1860 году отряд полковника Г. А. Колпаковского (3 роты, 4 сотни и 4 орудия) вместе с 1 тыс. бойцов казахского ополчения разбил в Узун-Агачском сражении 22-тысячную орду недовольных кокандцев, собиравшихся уничтожить новую русскую крепость. Западносибирское начальство снарядило на помощь восставшим против Коканда киргизам, обратившимся за помощью к русским, небольшой отряд под начальством полковника Циммермана, разрушивший и срывший до основания кокандские укрепления Пишпек и Токмак. Этими мероприятиями Сибирская линия обезопасила себя от неприятельских набегов. На южном участке Сибирской линии за рекой Или было создано новое Семиреченское казачье войско, ядром которого стали два полковых округа Сибирского казачьего войска.

## Битва за Ташкент
Летом 1864 года полковник Н. А. Верёвкин со стороны форта Перовский атаковал Туркестан силами отряда в 2 тыс. человек (5 рот пехоты и 2 сотни казаков) и взял его. Комендант Мирза-Девлет бежал в Ташкент. Другой русский отряд под командованием Черняева взял в сентябре того же года Чимкент. Сюрпризом для Черняева при осаде Чимкента явилось наличие у кокандцев нарезной артиллерии, превосходившей русскую по дальности стрельбы. Попытка отрядом в 1550 человек сходу взять Ташкент провалилась. Русская артиллерия уничтожила городские ворота, однако защитники города оказали ожесточённое сопротивление внутри города. В бою погибло 18 русских солдат и офицеров. Видя бесперспективность дальнейшего натиска, русский отряд отступил в Чимкент. В декабре произошло Иканское сражение: регент Кокандского ханства Алимкул решил нанести ответный удар, собрал армию и в обход Чимкента выдвинулся в тыл Черняева, к крепости Туркестан. На пути к которому, у селения Икан, его многотысячное войско был остановлено сотней есаула Серова. После боя Алимкул отступил к Ташкенту.
Не дожидаясь одобрения начальства и прибытия резервов, Черняев организовал второй Ташкентский поход. 29 апреля он взял штурмом небольшую крепостцу Ниязбек, защищавшую гидравлические сооружения ташкентских водопроводов. 9 мая в семи километрах от Ташкента на урочище Кара-су он разбил армию Алимкула, умершего от полученных ран вскоре после окончания боя.
В 1865 году Черняев после трёхдневного штурма (15—17 июня) взял Ташкент, потеряв 25 человек убитыми и 117 ранеными; потери же кокандцев были весьма значительны.
Завоевание Ташкента упрочило позиции России в Азии и закономерно привело к столкновению интересов с Бухарой, чей эмир Музаффар вторгся в Коканд и восстановил на его троне свергнутого Алимкулом Худояра, и начал готовиться к войне против России.
Попытка Бухарского эмира оказать помощь Кокандскому ханству была пресечена в ходе Ирджарской битвы 1866 года. 24 мая 1866 года русскими был взят и Ходжент. При защите Ходжента кокандцы потеряли до 3500 человек убитыми, трупы которых хоронили потом целую неделю, русские же войска — 137 убитыми и ранеными. От Ходжента русские войска двинулись к Ура-Тюбе, который был взят в июле генералом Крыжановским. В октябре пал Джизак, самая сильная крепость в Туркестане, прикрывавшая Тамерлановы ворота — единственный удобный путь со стороны Ташкента в Зеравшанскую долину. В это же время Якуб Бег, бывший правитель Ташкента, бежит в Кашгар, ставший на время независимым от Китая, и основывает там государство Йеттишар. Бухарцы бежали к Самарканду. В 1867 году Туркестанская область была преобразована в Туркестанское генерал-губернаторство с двумя областями: Семиреченская (г. Верный) и Сырдарьинская (г. Ташкент). Так образовался Русский Туркестан.

## Результаты
К лету 1867 года в руках российского правительства сосредоточились обширные территории Средней Азии, на которых было образовано Туркестанское генерал-губернаторство (первый губернатор К. П. Кауфман) c двумя областными центрами в Ташкенте (Сырдарьинская область) и Верном (Семиреченская область). Площадь новых территорий составила более 850 000 км².
Война закончилась в январе 1868 года Коммерческим договором между Кауфманом и Худояр-ханом, превращавшим Коканд в зависимое от России государство.